# Zahra Bani
Pour les articles homonymes, voir Bani.
Zahra Bani (née le 31 décembre 1979 à Mogadiscio, Somalie) est une athlète italienne, spécialiste du lancer du javelot.

## Biographie
Née en 1979 en Somalie, d'un père italien et d'une mère somalienne, Zahra Bani s'installe en Italie en 1989 en raison de la guerre civile en Somalie.
Son record est de 62,75 m (en 2005, lors des Championnats du monde), également 2e marque italienne. Elle a terminé 3e en Coupe d'Europe en 2005 et 2008.

## Palmarès
| Date | Compétition                          | Lieu      | Résultat | Marque  |
| ---- | ------------------------------------ | --------- | -------- | ------- |
| 1999 | Championnats d'Europe espoirs        | Göteborg  | 6e       | 51,90 m |
| 2005 | Championnats du monde                | Helsinki  | 5e       | 62,75 m |
| 2005 | Universiade                          | Izmir     | 6e       | 55,02 m |
| 2005 | Jeux méditerranéens                  | Almeria   | 2e       | 62,36 m |
| 2005 | Finale mondiale                      | Monaco    | 8e       | 55,02 m |
| 2006 | Championnats d'Europe                | Göteborg  | 9e       | 57,91 m |
| 2006 | Finale mondiale                      | Stuttgart | 6e       | 60,54 m |
| 2007 | Coupe d'Europe hivernale des lancers | Yalta     | 3e       | 58,95 m |
| 2008 | Coupe d'Europe hivernale des lancers | Split     | 3e       | 59,42 m |
| 2008 | Coupe d'Europe des nations           | Annecy    | 2e       | 58,13 m |
| 2008 | Finale mondiale                      | Stuttgart | 4e       | 60,22 m |
| 2009 | Championnats d'Europe par équipes    | Leiria    | 3e       | 59,11 m |
| 2009 | Jeux méditerranéens                  | Pescara   | 2e       | 60,65 m |
| 2010 | Championnats d'Europe par équipes    | Bergen    | 7e       | 54,79 m |
| 2010 | Championnats d'Europe                | Barcelone | 10e      | 53,67 m |
| 2011 | Championnats d'Europe par équipes    | Stockholm | 6e       | 55,92 m |
| 2012 | Championnats d'Europe                | Helsinki  | 12e      | 53,40 m |
| 2021 | Coupe d'Europe des lancers           | Split     | 11e      | 57,15 m |

### Records
| Épreuve           | Performance | Lieu     | Date         |
| ----------------- | ----------- | -------- | ------------ |
| Lancer du javelot | 62,75 m     | Helsinki | 14 août 2005 |